# Droga wojewódzka 949
Die Droga wojewódzka 949 (DW 949) ist eine 24 Kilometer lange Droga wojewódzka (Woiwodschaftsstraße) in der polnischen Woiwodschaft Kleinpolen, die Przeciszów mit Brzeszcze verbindet. Die Strecke liegt im Powiat Oświęcimski.

## Streckenverlauf
Woiwodschaft Kleinpolen, Powiat Oświęcimski
-  Przeciszów (Hartmansdorf) (DK 44)
- Polanka Wielka
- Przecznica
- Osiek (Bratmannsdorf)
-  Grojec (DW 948)
- Zasole
- Jawiszowice (Jawischowitz)
-  Brzeszcze (Brejskia) (DW 933)